# Mervyn A. Ellison
Mervyn Archdall Ellison (5 de mayo de 1909 - 12 de septiembre de 1963) fue un astrónomo irlandés, reconocido como autoridad mundial en física solar y en el efecto de las deflagraciones solares en la Tierra.

## Vida
Ellison nació en Fethard-on-Sea (Condado de Wexford, Irlanda), siendo el tercer hijo del reverendo William Frederick Archdall Ellison. Fue educado en su hogar hasta la edad de nueve años, cuando su padre fue nombrado director del Observatorio de Armagh. Mervyn ingresó en la Escuela Real de Armagh, y durante su tiempo libre desarrolló un gran interés por la astronomía.
En 1927 comenzó su formación universitaria en el Trinity College de Dublín, donde estudió física y recibió honores académicos, siendo Presidente de la Sociedad Filosófica Universitaria. En 1931-1932 trabajó en los hospitales de Dublín sobre el efecto de las emanaciones del elemento radio gracias a una Beca de Investigación Fitzgerald. Consiguió la maestría en 1932 y el doctorado en 1944.
Ellison obtuvo una plaza de profesor titular en la Sherborne School de Dorset en 1933, casándose un año después con Patricia Elizabeth Goddard Herron.
La pareja tuvo dos hijas y un hijo. Durante este periodo completó su propio espectrohelioscopio, con el que estudió un período de mínima actividad de las manchas solares. 
Con el inicio de la Segunda Guerra Mundial, organizó un Cuerpo de Formación de Cadetes del Aire, entonces perteneciente al Grupo de Investigación Operacional del Almirantazgo británico.
En 1946 fue designado miembro de la Unión Astronómica Internacional. Al año siguiente, pasó a trabajar en el Observatorio Real de Edimburgo, donde continuó sus estudios sobre la actividad solar, incluyendo deflagraciones y protuberancias. En 1948 fue elegido miembro de la Royal Society de Edimburgo. Continuó su labor en el observatorio durante once años, publicando diversos artículos científicos acerca de su trabajo. También fue un habitual conferenciante sobre astronomía, y concedió numerosas entrevistas radiofónicas y televisivas sobre la actividad solar. A lo largo de cinco años fue editor del boletín "The Observatory". 
También fue uno de los miembros más destacados en los trabajos científicos acometidos con ocasión del Año Geofísico Internacional, siendo el secretario del comité dedicado a las actividades acerca del Sol, y trabajando para la puesta en funcionamiento de un heliógrafo en el Observatorio Real del Cabo de Buena Esperanza.
Ellison Publicó el libro "The Sun and its Influence" (El Sol y su Influencia) en 1955. En 1958 fue nombrado director del Observatorio Dunsink (cerca de Dublín), colaborando en varias publicaciones astronómicas. Cayó enfermo en 1963 y murió ese mismo año, dejando vacante el puesto de profesor titular de Astronomía en el Instituto de Estudios Avanzados de Dublín.

## Eponimia
- El cráter lunar Ellison lleva este nombre en su memoria.[5]

(Nota: sin embargo, el asteroide 10177 Ellison está dedicado a otra personalidad con el mismo apellido, pero con el que no guarda ninguna relación: el escritor de ciencia ficción estadounidense Harlan Ellison.)